# Calàndria de Mongòlia
La calàndria de Mongòlia (Melanocorypha mongolica) és una espècie d'ocell de la família dels alàudids (Alaudidae)

## Hàbitat i distribució
Zones àrides d'altiplà al sud-oest de Sibèria, Mongòlia i nord de la Xina.